# Vaudricourt (Somme)
Vaudricourt ist eine französische Gemeinde mit 415 Einwohnern (Stand 1. Januar 2022) im Département Somme in der Region Hauts-de-France. Sie gehört zum Arrondissement Abbeville und zum Kanton Friville-Escarbotin. Das Gemeindegebiet gehört zum Regionalen Naturpark Baie de Somme Picardie Maritime.

## Bevölkerungsentwicklung
| Jahr      | 1962 | 1968 | 1975 | 1982 | 1990 | 1999 | 2008 |
| Einwohner | 399  | 404  | 384  | 457  | 465  | 451  | 425  |

## Persönlichkeiten

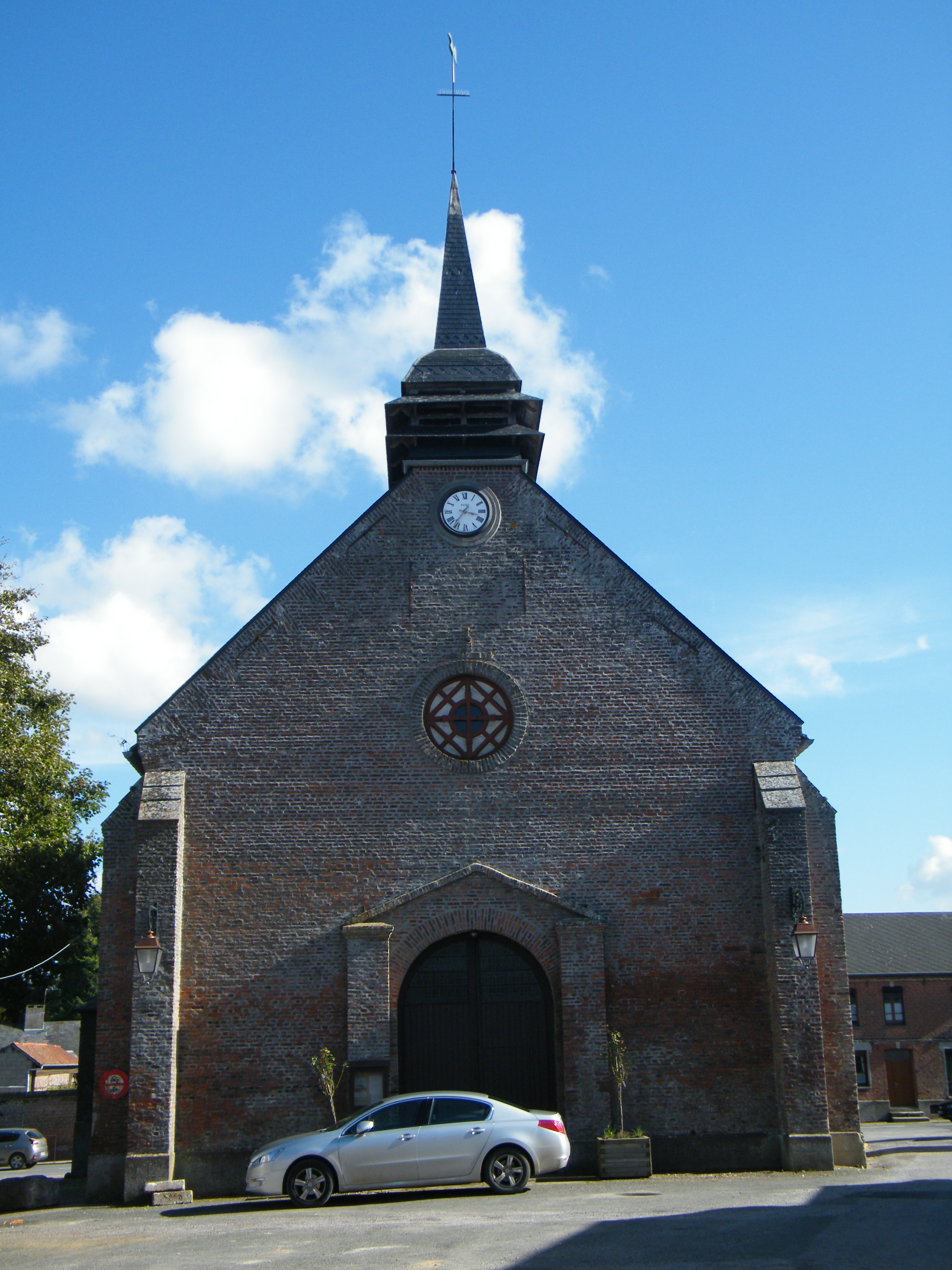
Jean-Louis de Rambures (1930–2006), Journalist, Autor, Übersetzer und Kulturattaché, geboren in Vaudricourt                             - Kirche Saint-Martin
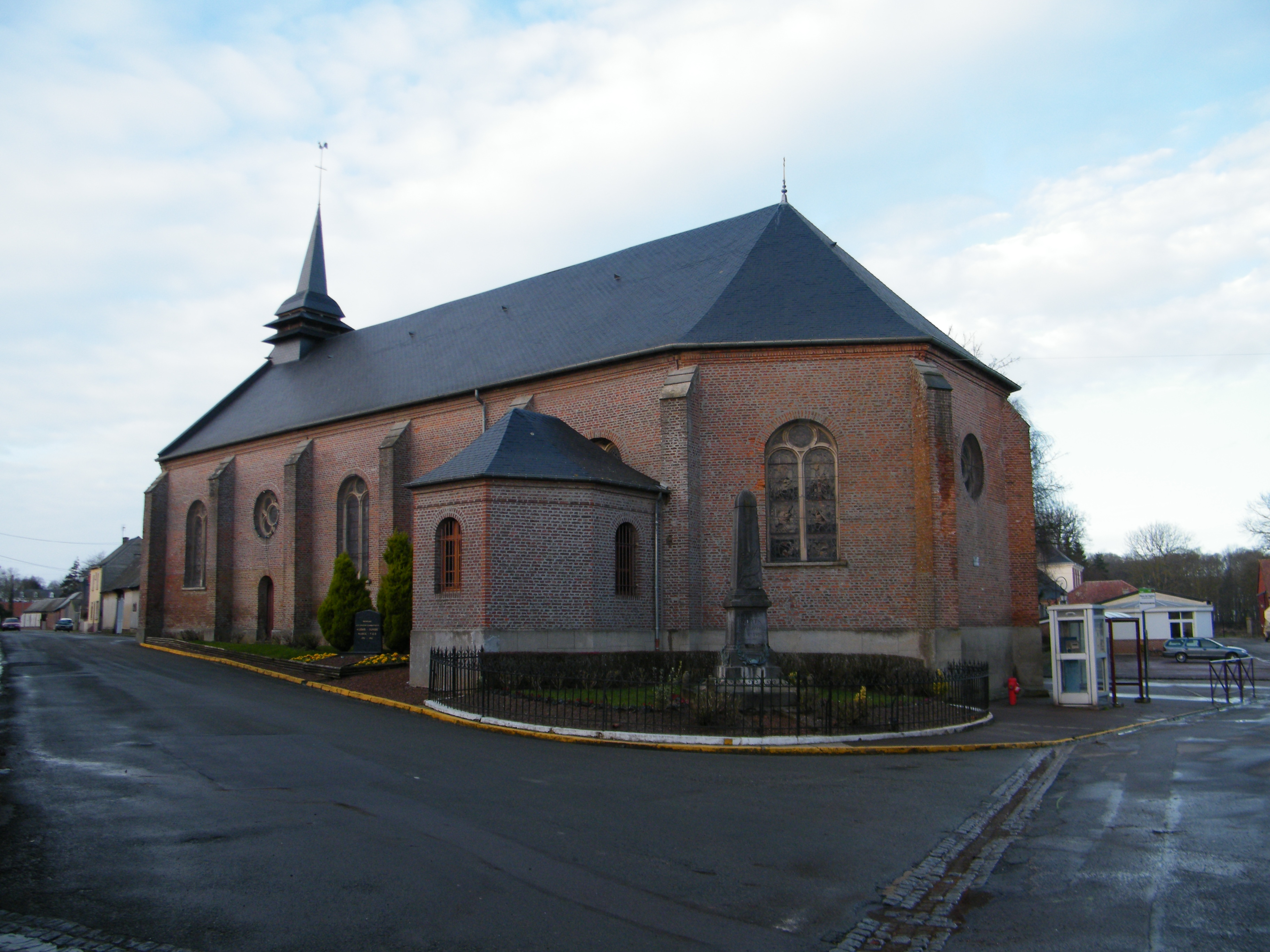
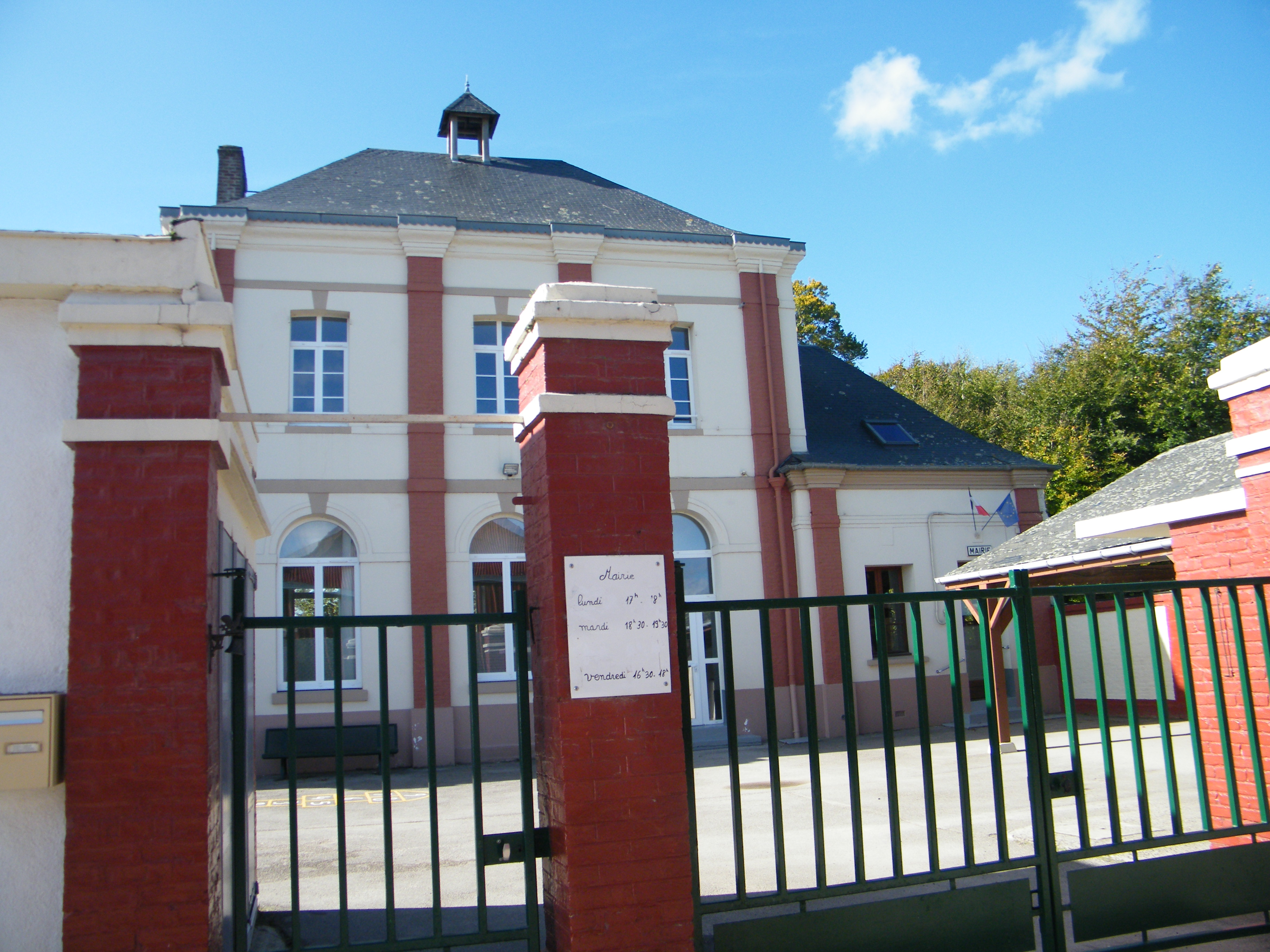
Mairie in Vaudricourt
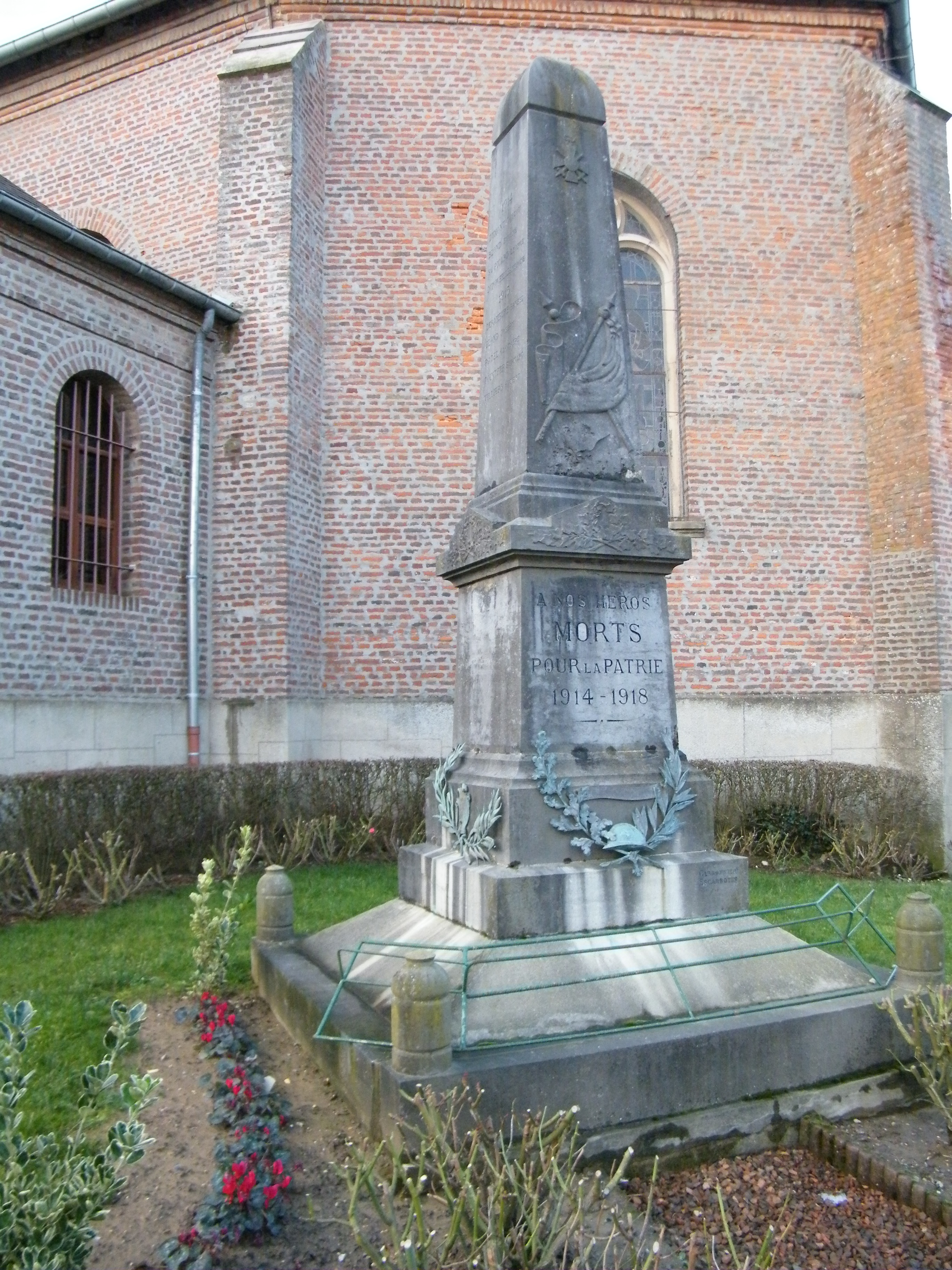
Kriegerdenkmal
  - Mairie in Vaudricourt
  - Kriegerdenkmal